# Alsónána
Alsónána is een plaats (község) en gemeente in het Hongaarse comitaat Tolna. Alsónána telt 728 inwoners (2001).